# 담배

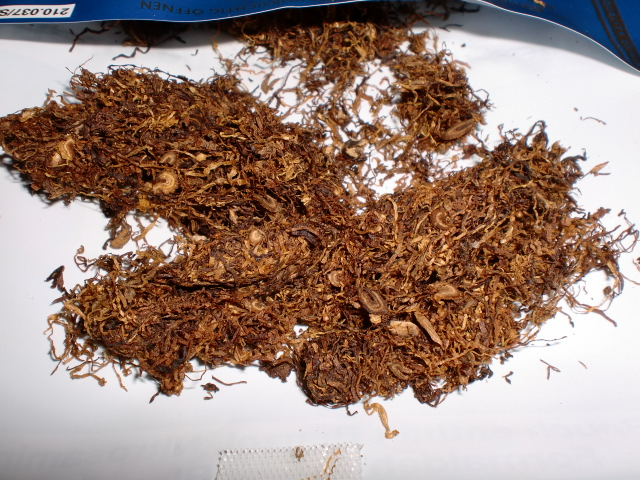
말린 담배잎의 모습.

담배(영어: tobacco product)는 담뱃잎을 주 재료로 하여 만들어진 기호품이다. 
담배는 가지과 담배속에 속하는 여러 식물의 일반적인 이름이며, 이 식물의 경화된 잎으로 제조된 모든 제품에 대한 일반적인 용어이다. 70종 이상의 담배가 알려져 있지만 주요 상업용 작물은 N. tabacum(종으로서의 담배)이다. 일부 국가에서는 더욱 강력한 변종인 N. Rusta(마파초)도 사용된다.
말린 담배 잎은 주로 궐련과 엽궐련은 물론 파이프와 시샤(shisha)의 흡연에 사용된다. 또한 코담배, 씹는 담배, 디핑 타바코(dipping tobacco), 스누스(snus) 등으로도 소비가 가능하다.
담배에는 중독성이 강한 각성제 알칼로이드 니코틴과 하말라 알칼로이드가 포함되어 있다. 담배는 많은 치명적인 질병, 특히 심장, 간, 허파뿐만 아니라 암에 영향을 미치는 질병의 원인 또는 위험 요소이다. 2008년에 세계보건기구(WHO)는 담배를 예방할 수 있는 세계 최대의 사망 원인으로 꼽았다.

## 역사
9세기 중앙아메리카 지역에서 잎담배의 형태로 존재했고 마야인과 아즈텍인이 종교 행사나 제사 때 담배를 피웠다. 15세기 말에 크리스토퍼 콜럼버스가 아메리카 대륙을 탐험한 후 원주민들이 사용하던 담배가 처음으로 유럽에 알려졌다. 이후 담배는 유럽인들의 기호식품으로 크게 유행하게 되었다. 1558년 스페인의 펠리페 2세의 명으로 씨앗을 들여와 톨레도에서 관상용이나 약용으로 재배되었으며 식물학적인 호기심으로 유럽의 정원에서 재배되었고 의료에 이용되기도 했다.
1607년에 건설된 영국 최초의 북미 정착지인 제임스 타운의 이주민들은 담배농사 덕분에 성공적인 정착생활을 이어나갈 수 있었다. 1611년, 영국인 존 롤프가 영국 식민지인 제임스타운에서 "니코티아나 타바쿰"이라는 담배를 상업적으로 재배하는데 성공했다. 버지니아 인디언들이 재배하는 담배는 너무 독해서 유럽인들의 기호에 맞지 않았기 때문에 서인도제도에서 순한 맛의 담배종자를 들여온 것이다. 유럽인들은 이걸 두고두고 후회하고 있다고.
새로운 담배의 수출은 1612년부터 시작되었고, 이후 담배는 제임스타운을 먹여살리는 환금작물이 되었다. 담배농장 경영을 통해 돈을 벌고자 하는 영국인들이 대거 제임스타운으로 이주하기도 했다. 그러나 담배농사는 급속히 토지를 황폐화시켰기 때문에 늘 새로운 땅을 필요로 했다. 영국 이민자들은 인디언의 땅을 침범하게 되었고 양측 간에 갈등이 심화되다가 결국 수차례 큰 물리적 충돌이 발생하기도 했다.(제임스타운 학살)
담배 재배에 플랜테이션 경영이 도입되어 크게 호황을 누렸으며 흑인 노예들이 대거 유입되었다. 그러나 18세기에 들어서는 과잉생산으로 가격이 폭락하였고 일라이 휘트니가 조면기를 발명한 이후에는 담배 농장들이 면화로 작물을 변경하였다.
아시아에서는 포르투갈 상인들에 의해서 필리핀으로 처음 전해졌다. 정확하지는 않으나 문헌 자료를 통해 추측해볼 때 한반도에는 17세기 광해군 때에 유입된 것으로 보인다. 실제로 광해군 당시 국무회의 때마다 조정관리들이 피우는 담배연기가 임금에게로 옮겨가니 화가 난 광해군이 담배를 피우지 못하게 했다고 한다. 러시아와 튀르키예에서는 담배를 피우는 사람의 손을 자르거나 심지어는 목까지 베었다. 아이러니한 것은 터키는 세계 담배 흡연율 2위라는 것이다.
하멜 표류기의 기록에 따르면 조선의 어린아이들은 4, 5세만 되면 담배를 피운다고 적고 있지만, 일각에서는 이 기록이 몸 속에 있는 회충을 없애기 위해 약으로 사용하는 것을 헨드릭 하멜이 잘못 보고 기록한 것이라는 의견도 있다.
궐련기술과 성냥기술의 보급화의 맥락에서 크림 전쟁을 기점으로 군대에서 배급되었고 제1차 세계 대전 및 제2차 세계 대전을 통해 널리 펴졌다. 1950년대 필터기술의 보급화로 필터 담배는 1960년대부터 흔히 볼 수 있게 되었다.

## 주 성분
담배는 7000가지가 넘는 유해성분으로 구성되어 있다. (굵은 글씨는 대표 유해물질을 가리킨다.)
- 아세톤 (Acetone)
- 암모니아 (Ammonia) : 세게 들이마시면 코피가 날 수도 있고, 냄새가 강한 물질
- 비소 (Arsenic) : 농약, 제스 중독 사고의 주 원인이 되는 기체. 헤모글로빈과의 결합력이 산소의 약 200배이다.
- 석면 (Asbestos) : 담배의 필터로 쓰이며, 광물성 천연 섬유로 마찰과 열, 약품에 강하여 건축 자재 등에 많이 사용되었으나 20~30년간의 잠복기를 거쳐 폐암을 유발하므로 WHO는 1급 발암물질로 규정되어 현재는 석면안전관리법 시행령에 의거, 사용이 전면 금지되었다.
- 디디티 (DDT;Dichloro-Diphenyl-Trichloroethane) : 사용이 금지된 살충제. 환경호르몬 중 하나이다.
- 디벤즈아크리딘 (Dibenzacridine)
- 디메틸니트로사민(Dimethylnitrosamine) : N-니트로소디메틸아민
- 포름알데히드(Formaldehyde) : 과량 섭취 시 실명 또는 사망할 수 있다.
- 휘발유 (Petrol)
- 청산가리 (Potassium Cyanide) : 독극물의 일종으로 매우 적은 양으로도 사망에 이르며, 사형가스실에서 사용되는 독극물이다. 사과, 배, 복숭아 등 각종 과일 씨에서 검출된다.
- 메탄올 (Methanol) : 산화되면 포름알데히드가 된다. 포름알데히드는 과량 섭취 시 실명 및 사망에 이를 수 있다. 메탄올은 섭취 시 체내에서 포름산과 포름알데히드로 분해되어 장기 손상을 일으킬 수 있다.
- 나프티라민 (Naphthylamine) : 방광암의 원인
- 나프탈렌 (Napthalene)
- 니코틴 (Nicotine) : 담배 중독의 원인 물질로 지목되었다. 흡연 후 약 1시간 경과 후 재흡연을 하도록 유도해 준다.
- 페놀 (Phenol) : 발암 물질로 알려짐.
- 폴로늄 210 (Polonium-210) : 방사능을 띠는 원소이며, 미국에서 한해 48만명이 폴로늄으로 인한 피폭으로 사망한다.[17]
- 피렌 (Pyrene)
- 타르 (Tar) : 흑갈색 물질로, 폐암을 유발시키는 발암물질이다.
- 톨루이딘(Toludian) : 벤젠의 메틸아미노 유도체
- 우레탄 (Urethane)
- 염화비닐 (Vinyl Chloride) : 무색의 기체로, 인체에 해로운 영향을 끼치는 것으로 알려져 있다. '비닐 크롤라이드'라고도 한다.
- 뷰테인 (Butane)
- 벤젠 (Benzene)
- 납 (Lead)
- 니켈 (Nickel)
- 수은 (Mercury)
- 카드뮴 (Cadmium) : 중금속 물질이다.
- 일산화탄소 (Carbon Monoxide) : 화학식은 CO로 쓰이며, 산소 운반력을 떨어뜨리는 저산소증을 유발한다.

## 해악성

금연을 권장하는 문구. 흡연자에게 담배를 피우지 말 것을 요구하라는 뜻이다. 공익광고로 제작되었다.

중국, 대한민국, 베트남, 필리핀, 일본, 독일, 이탈리아, 프랑스, 그리스 등을 비롯한 거의 모든 국가는 담배갑에 경고 문구를 표기하고 있다.
전 세계적으로 담배의 해로움이 강조되면서 나라별로 다양한 금연정책을 실시하고 있다. 그 영향으로 흡연이 가능한 장소는 굉장히 제한되어 있지만, 해마다 약 1만 5천 명이 간접 흡연으로 사망하는 것으로 추정되고 있다. 담배의 해악성이 잘 알려진 미국에서는 담배 회사들을 상대로 한 집단 소송도 활발하지만, 일본 후생노동성 역학 조사에 따르면, 흡연자는 비 흡연자에 비해 심근 경색, 뇌졸중, 폐암으로 인한 사망 위험률이 대략 서너배 높아, 미성년자의 흡연은 니코틴에 대한 의존성이 가장 높다. 대한민국에서는 흡연자들이 흡연으로 인해 폐암·후두암에 걸렸다며 한국담배인삼공사(현 KT&G)를 상대로 손해배상 소송을 청구한 바 있으나 법원에 의해 기각되어, 2017년부터 금연을 유도하는 혐오 그림으로 표시된 경고 문구가 폐암, 후두암, 구강암, 심근경색, 뇌졸중 등의 질병 부위와 간접흡연, 임신부흡연, 성기능장애(발기부전), 피부노화, 치아변색, 조기 사망을 경고하는 그림이 의무적으로 삽입되어 있다.

## 담배 소비량
전 세계적으로 매년 5조 5천억 개의 담배가 생산되며 그 중 1조 6천억 개의 담배가 중국에서 소비된다. 전 세계 인구의 1/6 이상을 차지하는 11억 명 이상이 흡연을 하는 것으로 추정된다.
| 지역        | 남자      | 여자      |
| 지역        | 흡연 비율 | 흡연 비율 |
| ----------- | --------- | --------- |
| 아프리카    | 29%       | 4%        |
| 미국        | 35%       | 22%       |
| 동부 지중해 | 35%       | 4%        |
| 유럽        | 46%       | 26%       |
| 동남아시아  | 44%       | 4%        |
| 서부 태평양 | 60%       | 8%        |

(2000년, 세계 보건 기구 추정)

## 담배 구매의 조건
현재 대부분 국가에서는 담배를 구매하려면 신분증을 제시해야 한다.
- 캐나다 : 주별로 만 18세에서 19세 이후부터 담배 구매가 가능하다.
- 오스트레일리아 : 만 18세 이후부터 담배 구매가 가능하다.
- 미국 : 주에 관계 없이 만 21세 이후부터 담배 구매가 가능하다.
- 벨기에 : 만 16세부터 흡연이 가능하다.
- 인도네시아 : 담배 구입에 나이 제한이 없다.
- 영국,  잉글랜드 : 미성년자의 흡연을 막기 위해 술집과 유흥업소 등에 설치된 담배 자판기를 강제 철거하였다. 이에 따라 잉글랜드 연방정부는 담배 자판기를 설치해서 담배를 판매하다 적발되면 2500파운드(약 460여만 원)의 벌금을 부과해야 한다.
- 대한민국 : 청소년 보호법상, 만 19세 미만인 자(단 만 19세에 도달하는 해의 1월 1일을 맞이한 자를 제외한다)에 대한 담배 판매를 금지하고 있다.
- 일본 : 자판기에서 구입시, 미성년자의 구입을 막기 위한 조치로, Taspo(Tabacco+Passport의 합성어)라는 담배자판기 전용카드가 있어야 구입이 가능하다. 구입 시 자판기에 현금이나 카드[18]를 삽입하고, 상품 선택 버튼을 누른 후에 타스포 카드를 찍어야 담배가 나온다(교통카드처럼 타스포 카드에 현금을 충전하는 방식도 가능). 이 경우 상품 선택 후 타스포 카드를 찍으면 계산과 동시에 담배가 나온다. 외국인 관광객 같은 단기 체류자의 경우, 호텔 프론트에 문의하면 빌려주기도 하고, 주변의 현지인이나 자판기 주인에게 말하면 타스포 카드를 찍어주는 경우도 있다. 장기 거주자의 경우 신분증(운전면허증, 건강보험증, 재류카드, 마이넘버카드[19] 등) 사본하고 타스포 신청서를 작성하여 보내면 약 2주 후에 도착한다. 2015년 2월 1일 부로 카드에 기재된 기간과 상관 없이 한번 사용할 때마다 유효기간이 3년씩 연장되는 방식으로 변경되었다. 신규 발행되는 카드에는 유효기간이 아닌 발행년도가 표기된다.
- 싱가포르 : 외국인의 담배 반입 시 반드시 세관에 신고해야 한다. 만일, 신고를 하지 않고 밀반입하다 적발되면, 한 갑당 200 SGD(싱가포르 달러, 16만 원)의 벌금을 물어야 하며, 2회 적발 시 밀수범으로 낙인 찍혀 재차 입국 시 트러블이 발생하게 된다. 담배도 반드시 정해진 곳에서 피워야 하며, 비흡연구역에서 흡연 적발 시 1,000 SGD(82만 원)의 무거운 벌금을 물어야 한다. 학생이 담배를 피울 경우 부모들이 벌금을 물어야 한다.

## 남아 흡연
인도네시아 등 일부 개발도상국에서는 남아 흡연이 심하다. 최근 인도네시아에서는 11개월, 18개월에 흡연을 시작해 2살 때 하루 2갑의 담배를 피우는 일명 '골초 아기'가 탄생하였다. 주로 빈민국과 개발도상국에서 남아 흡연현상이 많이 나타나는데, 이는 대체로 아이들이 노동하는 수에 비례한다. 오지에서 일하는 아이들의 경우, 벌레를 쫓기 위해 어쩔 수 없이 담배를 피우는 경우가 많다.

## 종류
담배의 종류에는 궐련, 코담배, 시가, 파이프, 전자 담배, 물담배가 있다.
- 궐련(문화어: 마라초)은 얇은 종이로 가늘고 길게 말아 놓은 담배를 뜻한다. 궐련의 본디말은 권연(卷煙)이다. 궐련은 지궐련과 엽궐련으로 구분할 수 있다. 지궐련은 담뱃잎을 썬 후에 종이로 말아서 만든 담배이며, 엽궐련은 담뱃잎을 썰지 않고 통째로 말아서 만든 담배이다. 일반적으로 시중에서 구입하여 피울 수 있는 담배의 대부분이 궐련식 담배이다.
- 코담배는 거무스름한 화염 숙성 담배를 가루로 만든 것이다. 코로 빨아들여서 피운다.
- 시가는 담배잎을 통째로 말아 만든 담배이다.
- 파이프는 담뱃대에 잘게 썬 담배잎을 넣고 피우는 것이다. 요즘에는 파이프를 이용하여 흡연하는 사람은 매우 적다. 대한민국의 경우는 극소수이며 영국과 아일랜드의 경우 전체 흡연자의 2%만이 파이프를 이용한다.
- 전자 담배는 카트리지에 들어있는 용액을 무화기를 이용하여 수증기상태로 흡연할 수 있는 담배이므로, 청소년 보호법상, 청소년 유해 물건으로 고시되어 있다.
- 물담배는 시샤라는 이름의 맛이 나는 담배나 대마를 증발시켜 피우기 위한 하나 이상의 줄기로 된 기구를 가리키며, 연기는 (보통 유리로 된) 물 대야를 통과시킨 다음 흡입한다.

## 오해
담배는 스트레스 해소에 도움을 준다고 잘못 인식되어 있다. 실제로 몸으로 일하는 육체노동자와 머리를 써서 일을 하는 정신노동자의 구분없이 노동자들은 휴식시간에 흡연을 한다. 그런데 이는 잘못된 상식이다. 오랫동안 담배를 피우지 않다가 흡연을 하면 금단증상 해소로 인해 순간적으로 쾌락을 느끼게 되는데 담배를 피우는 사람들은 이를 스트레스 해소로 착각을 하게 된다. 오히려 장기적으로는 흡연 중독으로 인한 강박관념으로 인해 스트레스가 더 증가하게 된다는 것이 학계의 정설이다. 또한 흡연 시의 신체 스트레스는 오히려 증가하는 것으로 밝혀졌다.
담배가 금지되어야 하는지에 대한 논란도 있다. 담배에 포함된 니코틴의 중독성은 캐너비스(대마초)보다 강하므로 담배는 마약이라 단정 지울 순 있지만, 인천생활과학고등학교의 경우, 신입생 모집 시에 니코틴 측정 장비를 이용하여, 양성 반응 학생을 선별하는 등의 집중적인 금연 지도를 하여 청소년보호위원회(현 여성가족부)와 인천광역시교육청에서 금연 우수 학교로 지정하였다.
또한, CNS 금연 치료제로 사용되는 영국 글락소스미스클라인사의 중추신경용제 '웰부트린(부프로피온)'의 작용기전은, 노르 에피네프린/도파민 재흡수 억제제(NDRI)인 항우울제를 주 성분으로, 니코틴 금단 증상을 완화시켜 흡연 충동을 효과적으로 억제하는 효과가 있다.
더욱이, 미국 화이자사의 CNS 금연 치료제 '챔픽스(바레니클린)'의 경우, 뇌의 도파민 수용체에 부분적으로 작용해 지속적으로 소량의 도파민 분비를 촉진시켜, 니코틴 금단 증상을 완화시켜 흡연 충동을 효과적으로 억제하는 효과가 있다. 전세계 16개국 8,144명의 흡연자를 대상으로 단기간의 임상 연구에서, 바레니클린 치료 시작 후 9~12주 금연 지속률은 33.5%로 다른 금연치료 보조 요법(니코틴 패치, 부프로피온)에 비해 가장 높은 금연 지속률을 나타냈다.
금연 치료제 수요가 급격히 커지기 시작한 건 지난 2015년, 보건복지부가 담뱃값 인상과 함께 흡연자의 금연을 지원하기 위한 병의원 금연 치료 지원 사업을 시작했기 때문이다. 금연 치료를 받을 경우 12주간 6회 이내의 의료진 면담료와 금연 치료용 CNS 의약품 또는 보조제(패치, 껌, 사탕 등) 비용을 지원받을 수 있다.

## 국가별 담배 가격
| 연도        | 국가           | 가격                        | 비고 |
| ----------- | -------------- | --------------------------- | ---- |
| 2015년 기준 | 네덜란드       | 8,000~9000원                |      |
| 2015년 기준 | 대한민국       | 4,000~5,000원               |      |
| 2012년 기준 | 덴마크         | 7,500~8,500원               |      |
| 2012년 기준 | 독일           | 8,000~9,000원               |      |
| 2012년 기준 | 벨기에, 스웨덴 | 8,200원                     |      |
| 2012년 기준 | 싱가폴         | 7,800~12,000원              |      |
| 2012년 기준 | 아일랜드       | 13,000~15,000원             |      |
| 2014년 기준 | 영국           | 18,000~20,000원             |      |
| 2012년 기준 | 오스트리아     | 6,000~7,000원               |      |
| 2012년 기준 | 중국           | 900~1,000원                 |      |
| 2012년 기준 | 프랑스         | 9,000~10,000원              |      |
| 2012년 기준 | 핀란드         | 7,800원                     |      |
| 2012년 기준 | 일본           | 3,500~4,000원               |      |
| 2015년 기준 | 터키           | 3,000원 ~ 4,500원 12~18리라 |      |

## 같이 보기
- 금연
- 금연구역지정 사건
- 담배 경고문
- 마약
- 술
- 여송연(시가, 시거)
- 일인당 담배 소비량에 따른 나라 목록
- 전자 담배

## 참고 자료
- 담배 해로움 줄이기(Tobacco Harm Reduction)의 역사와 근거-가정의학회지2007;28:575-588